# Мешок Бьельсы
«Мешок Бьельсы» (исп. Bolsa de Bielsa) — сопротивление с апреля по июнь 1938 года окруженой в Арагонских Пиренеях у французской границы республиканской 43-й дивизии майора Антонио Бельтрана Касанья, имевшее место во время гражданской войны в Испании.

## Ход событий
9 марта 1938 года войска Франко начали большое наступление на Арагонском фронте. Через три недели фронт рухнул, и франкисты заняли весь республиканский Арагон, за исключением небольшого района на севере провинции Уэска, где 43-я дивизия во главе с майором Антонио Бельтраном Касанья (более известный как «Эль-Эскиназау») была окружена в долине верховьев реки Синка.
Позиции окруженной дивизии проходили на западе по массиву Трес Сорорес и Сирко Гуррунду, где прикрывались 130-й бригадой, на юге — у Тельи и Эскалона (72-я бригада), на востоке — по долине Хистаин (102-я бригада).
7000 республиканских солдат, у которых было всего четыре орудия, в течение двух месяцев сопротивлялись 3-й наваррской дивизии генерала Хосе Ируретагойена, имевшей 14 000 солдат, тридцать орудий и сильную поддержку с воздуха.
Несмотря на боевые действия, бомбардировки городков Бьельса, Пинета, План, Парсан и изоляцию, измученная республиканская дивизия сумела продержаться до конца мая, когда стало ясно, что она не сможет противостоять возобновившемуся наступлению националистов.
После того, как были эвакуированы около 4000 мирных жителей, остававшихся в этом районе, республиканские бригады начали медленное и планомерное отступление к французской границе, которую последние республиканские солдаты пересекли в Пуэрто-Вьехо в ночь с 15 на 16 июня.

## Результаты
Республиканское сопротивление в Бьельсе, полностью изолированное, без резервов и боеприпасов, стало примером героизма для республиканских войск на других участках фронта. Освобождённые из лагеря для интернированных 6889 солдат из дивизии вернулись в Испанию, в район, контролируемый республиканцами, чтобы продолжить боевые действия. 411 солдат перешли в район, занятый франкистами.